# قادرآباد (سرباز)
قادرآباد روستایی در دهستان سرکور بخش سرباز شهرستان سرباز استان سیستان و بلوچستان ایران است.

## جمعیت
بر پایه سرشماری عمومی نفوس و مسکن در سال ۱۳۹۵ جمعیت این روستا ۳۱۴ نفر (۸۲خانوار) بوده‌است.